# Беїле-Кіруй
Беїле-Кіруй (рум. Băile Chirui) — село у повіті Харгіта в Румунії. Входить до складу комуни Луета.
Село розташоване на відстані 210 км на північ від Бухареста, 18 км на південний захід від М'єркуря-Чука, 71 км на північ від Брашова.

## Населення
За даними перепису населення 2002 року у селі проживали 69 осіб, усі — угорці. Усі жителі села рідною мовою назвали угорську.